# Laurence F. Arnold
Laurence Fletcher Arnold (* 8. Juni 1891 in Newton, Jasper County, Illinois; † 6. Dezember 1966 ebenda) war ein US-amerikanischer Politiker. Zwischen 1937 und 1943 vertrat er den Bundesstaat Illinois im US-Repräsentantenhaus.

## Werdegang
Laurence Arnold besuchte die öffentlichen Schulen seiner Heimat und studierte danach an der University of Chicago. Außerdem absolvierte er ein Jurastudium. Ab 1916 arbeitete er in Newton im Bankgewerbe sowie als Händler von Heu und Getreide. Gleichzeitig schlug er als Mitglied der Demokratischen Partei eine politische Laufbahn ein. Zwischen 1923 und 1927 sowie nochmals von 1933 bis 1937 saß er als Abgeordneter im Repräsentantenhaus von Illinois. 1924 nahm er als Delegierter an der Democratic National Convention in New York teil, auf der John W. Davis als Präsidentschaftskandidat nominiert wurde.
Bei den Kongresswahlen des Jahres 1936 wurde Arnold im 23. Wahlbezirk von Illinois in das US-Repräsentantenhaus in Washington, D.C. gewählt, wo er am 3. Januar 1937 die Nachfolge des nicht mit ihm verwandten William W. Arnold antrat. Nach zwei Wiederwahlen konnte er bis zum 3. Januar 1943 drei Legislaturperioden im Kongress absolvieren. Bis 1941 wurden dort die letzten der New-Deal-Gesetze der Bundesregierung unter Präsident Franklin D. Roosevelt verabschiedet. Seit 1941 war auch die Arbeit des Kongresses von den Ereignissen des Zweiten Weltkrieges geprägt.
Im Jahr 1942 wurde Arnold nicht wiedergewählt. Nach dem Ende seiner Zeit im US-Repräsentantenhaus nahm er seine früheren Tätigkeiten wieder auf. Außerdem wurde er Präsident der Peoples State Bank. Im Jahr 1950 bewarb er sich erfolglos um die Rückkehr in den Kongress. Er starb am 6. Dezember 1966 in seiner Heimatstadt Newton.